# Selettività (chimica)
In ambito chimico, con il termine selettività si definisce il rapporto tra la quantità (in genere espressa in moli) di reagente convertito nel prodotto desiderato rispetto alla quantità di quello stesso reagente che ha preso parte a reazione chimica trasformandosi in prodotti. In maniera analoga, può essere definita come il rapporto fra le quantità ottenibili/ottenute di prodotto di interesse rispetto alla quantità di sottoprodotti ottenibili/ottenute in una determinata reazione chimica. Si noti che tale grandezza è di particolare interesse qualora il reagente (o i reagenti) possano prender parte a più reazioni (si parlerà dunque di network reattivo) dando luogo a più di un unico prodotto.
La selettività S può essere dunque definita come:
{\displaystyle S={mol(P) \over mol(P)+\sum _{i}mol(SP_{i})}}
oppure
{\displaystyle S={mol(P) \over mol(R_{reag})}}
dove mol(P) indica il numero di moli del prodotto desiderato, mol(Rreag) quelle di reagente che hanno preso parte alla reazione, mentre mol(SPi) le moli di sottoprodotto i-esimo. È importante sottolineare in quale modo la selettività è stata definita, in quanto tali grandezze possono dipendere dalla stechiometria dei processi reattivi.
In sintesi chimica, così come in processi industriali su larga scala, la selettività del processo chimico può rivestire un ruolo fondamentale in quanto l'utilità dello stesso può esser determinata dall'ottenimento di uno specifico prodotto piuttosto che i restanti (chiamati dunque "sottoprodotti") i quali potrebbero avere minore interesse commerciale o proprietà chimico-fisiche indesiderate (es.: caratteristiche tecnologiche inferiori, tossicità nei confronti dell'uomo e/o dell'ambiente).

## Tipi di selettività
Un determinato processo reattivo può dar luogo a differenti tipi di selettività:
- chemoselettività: riguarda la possibilità, nel caso in cui una molecola contenga più gruppi funzionali uguali, che la reazione avvenga coinvolgendo un particolare gruppo funzionale;[3][4] in altre parole, la chemoselettività è una caratteristica che si riferisce a una reazione chimica specifica per un dato gruppo funzionale presente nella molecola e che lascia inalterati gli altri gruppi funzionali presenti;
- stereoselettività: riferendosi alla selettività tra diversi isomeri ottici (o stereoisomeri);
- regioselettività: consiste nella capacità di ottenere un determinato prodotto a partire da diversi isomeri.[5][6]

Inoltre in passato sono stati utilizzati anche i termini chemospecificità e regiospecificità per indicare la caratteristica di reazioni aventi rispettivamente chemoselettività e regioselettività unitaria.

## Reazioni in parallelo
Due reazioni si dicono in parallelo (o competitive) se coinvolgono nello stesso istante gli stessi reagenti.
Nel caso di due reazioni in parallelo, la selettività del processo è pari al rapporto tra la velocità della reazione che produce il prodotto desiderato rispetto alla somma delle velocità delle reazioni che avvengono in parallelo.

### Esempio
Consideriamo le due reazioni competitive:
A → B
A → C
La selettività S del processo sarà data da:
{\displaystyle S={\frac {v_{1}}{v_{1}+v_{2}}}}
essendo v1 la velocità di reazione della prima reazione e v2 la velocità di reazione della seconda reazione.

## Reazioni in serie
Due reazioni si dicono in serie (o successive) se avvengono una in successione all'altra, per cui i prodotti di una reazione costituiscono i reagenti della reazione successiva.
Nel caso di due reazioni in serie, per calcolare la selettività del processo bisogna riferirsi alla reazione globale, che è la somma delle singole reazioni.

### Esempio
Consideriamo le due reazioni successive:
A → B
B → C
La loro reazione globale è:
A → C
È quindi a questa che dobbiamo riferirci per il calcolo della selettività.

## Attività catalitica e selettività
Nell'ambito della catalisi è fondamentale scegliere un catalizzatore in base alla sua attività catalitica (cioè a quanto velocizza la reazione) ma anche in base alla sua selettività (ovvero la sua capacità di rallentare le reazioni indesiderate).
Prendendo come esempio un catalizzatore metallico omogeneo (ovvero non supportato), all'aumentare del raggio atomico del metallo aumenta l'attività del catalizzatore, in quanto è favorito l'attacco del reagente al catalizzatore.
Allo stesso tempo, l'aumento del raggio atomico comporta una diminuzione della selettività del catalizzatore, per motivazioni di tipo sterico.
Per questo motivo, nella pratica si ricorre spesso a dei "leganti", ovvero dei gruppi ad elevato ingombro sterico, che legandosi al metallo ne aumentano la selettività diminuendo al tempo stesso l'attività.